# Polska na Zimowych Igrzyskach Olimpijskich Młodzieży 2020
Polska na Zimowych Igrzyskach Olimpijskich Młodzieży 2020 – reprezentacja Polski na zimowych igrzyskach olimpijskich młodzieży rozegranych w Lozannie w dniach 9–22 stycznia 2020 roku. Skład reprezentacji liczył 45 zawodników, z czego 22 stanowiły kobiety, a 23 – mężczyźni.

## Medaliści
14 stycznia Marcin Zawół zdobył pierwszy medal wliczający się do klasyfikacji medalowej na igrzyskach olimpijskich młodzieży. Złoto zdobył w biathlonie na dystansie 7,5 kilometrów, oddając jeden niecelny strzał na strzelnicy. Następnego dnia w hokejowych zawodach drużyn różnych narodowości Polacy zdobyli cztery medale. Srebrne medale zdobyli Alicja Mota i Aleks Menc, natomiast Anna Kot – brązowy. Ponadto srebrny medal zdobyła również Daria Kopacz, która była jedną z zawodniczek drużyny mieszanej.
| Medal | Zawodnik     | Dyscyplina | Konkurencja               | Data        |       |
| ----- | ------------ | ---------- | ------------------------- | ----------- | ----- |
| złoto | Marcin Zawół | Biathlon   | Sprint na 7,5 km mężczyzn | 14 stycznia | [ 4 ] |

Medale nieuwzględniane w klasyfikacji medalowej
| Medal  | Zawodnik     | Dyscyplina          | Konkurencja                            | Data        |       |
| ------ | ------------ | ------------------- | -------------------------------------- | ----------- | ----- |
| srebro | Daria Kopacz | Łyżwiarstwo szybkie | Sprint sztafet mieszanych              | 15 stycznia | [ 5 ] |
| srebro | Alicja Mota  | Hokej na lodzie     | Turniej drużyn mieszanych 3×3 kobiet   | 15 stycznia | [ 6 ] |
| srebro | Aleks Menc   | Hokej na lodzie     | Turniej drużyn mieszanych 3×3 mężczyzn | 15 stycznia | [ 7 ] |
| brąz   | Anna Kot     | Hokej na lodzie     | Turniej drużyn mieszanych 3×3 kobiet   | 15 stycznia | [ 6 ] |

## Skład reprezentacji
Skład reprezentacji Polski na igrzyskach olimpijskich młodzieży liczył 45 zawodników, z czego 22 stanowiły kobiety, a 23 – mężczyźni. Wspierało ich 21 trenerów wraz z serwismenami oraz misja medyczna i olimpijska. Szefem Polskiej Misji Olimpijskiej był łyżwiarz Konrad Niedźwiedzki wspierany m.in. przez Luizę Złotkowską.
| Dyscyplina            | Kobiety | Mężczyźni | Razem |
| --------------------- | ------- | --------- | ----- |
| Biathlon              | 3       | 3         | 6     |
| Biegi narciarskie     | 3       | 3         | 6     |
| Bobsleje              | 0       | 1         | 1     |
| Curling               | 2       | 2         | 4     |
| Hokej na lodzie       | 3       | 3         | 6     |
| Kombinacja norweska   | 0       | 2         | 2     |
| Łyżwiarstwo szybkie   | 2       | 2         | 4     |
| Narciarstwo alpejskie | 1       | 1         | 2     |
| Saneczkarstwo         | 3       | 3         | 6     |
| Short track           | 2       | 1         | 3     |
| Skeleton              | 1       | 0         | 1     |
| Skoki narciarskie     | 2       | 2         | 4     |
| Razem                 | 22      | 23        | 45    |

| Zawodnik             | Data urodzenia           | Dyscyplina            | Klub                                      | Płeć |
| -------------------- | ------------------------ | --------------------- | ----------------------------------------- | ---- |
| Konrad Badacz        | 16 stycznia 2003(dts)    | Biathlon              | MKS Karkonosze Jelenia Góra               | M    |
| Sebastian Bryja      | 11 lutego 2002(dts)      | Biegi narciarskie     | UKS Regle Kościelisko                     | M    |
| Anna Bryk            | 6 lipca 2002(dts)        | Saneczkarstwo         | MKS Karkonosze Sporty Zimowe Jelenia Góra | K    |
| Robert Bugara        | 10 lutego 2002(dts)      | Biegi narciarskie     | UKS Regle Kościelisko                     | M    |
| Maria Dobosz         | 30 lipca 2003(dts)       | Short track           | UKS Sparta Grodzisk Mazowiecki            | K    |
| Marta Dobrowolska    | 31 maja 2002(dts)        | Łyżwiarstwo szybkie   | UKS Sparta Grodzisk Mazowiecki            | K    |
| Nikola Domowicz      | 30 sierpnia 2002(dts)    | Saneczkarstwo         | UKS Nowiny Wielkie                        | K    |
| Jan Guńka            | 14 kwietnia 2002(dts)    | Biathlon              | BKS WP Kościelisko                        | M    |
| Jan Habdas           | 2 grudnia 2003(dts)      | Skoki narciarskie     | LKS Klimczok Bystra                       | M    |
| Filip Hawrylak       | 15 września 2003(dts)    | Łyżwiarstwo szybkie   | UKS Orlica Duszniki Zdrój                 | M    |
| Gabriela Hopek       | 18 lutego 2002(dts)      | Narciarstwo alpejskie | KKN Siepraw Ski                           | K    |
| Kacper Imiołek       | 26 stycznia 2002(dts)    | Saneczkarstwo         | UKS Nowiny Wielkie                        | M    |
| Mateusz Jarosz       | 22 kwietnia 2002(dts)    | Kombinacja norweska   | TS Wisła Zakopane                         | M    |
| Karolina Kaleta      | 10 listopada 2002(dts)   | Biegi narciarskie     | LKS Markam Wiśniowa-Osieczany             | K    |
| Robert Kamiński      | 25 czerwca 2003(dts)     | Curling               | KS „Warszowice”                           | M    |
| Marcin Kiełbasa      | 1 lutego 2002(dts)       | Saneczkarstwo         | UKS Tajfun Nowy Sącz                      | M    |
| Bartłomiej Klimowski | 10 stycznia 2002(dts)    | Kombinacja norweska   | PKS „Olimpijczyk” Gilowice                | M    |
| Zuzanna Klocek       | 8 stycznia 2004(dts)     | Skeleton              |                                           | K    |
| Daria Kopacz         | 22 lipca 2002(dts)       | Łyżwiarstwo szybkie   | KS Pilica Tomaszów Mazowiecki             | K    |
| Michał Kopacz        | 20 stycznia 2004(dts)    | Łyżwiarstwo szybkie   | KS Pilica Tomaszów Mazowiecki             | M    |
| Anna Kot             | 17 sierpnia 2004(dts)    | Hokej na lodzie       | Unia Oświęcim                             | K    |
| Mateusz Krzemiński   | 30 sierpnia 2002(dts)    | Short track           | AZS KU Politechniki Opolskiej Opole       | M    |
| Karolina Kukuczka    | 14 grudnia 2002(dts)     | Biegi narciarskie     | MKS Istebna                               | K    |
| Oskar Langowski      | 13 stycznia 2002(dts)    | Bobsleje              |                                           | M    |
| Łukasz Maćkała       | 2 stycznia 2003(dts)     | Saneczkarstwo         | UKS Nowiny Wielkie                        | M    |
| Aleks Menc           | 23 marca 2004(dts)       | Hokej na lodzie       | MUKS Naprzód Janów                        | M    |
| Jakub Michalski      | 10 czerwca 2004(dts)     | Hokej na lodzie       | MMKS Podhale Nowy Targ                    | M    |
| Alicja Mota          | 27 lipca 2004(dts)       | Hokej na lodzie       | Polonia Bytom                             | K    |
| Anna Nędza-Kubiniec  | 4 lipca 2003(dts)        | Biathlon              | BKS WP Kościelisko                        | K    |
| Adam Niżnik          | 7 października 2002(dts) | Skoki narciarskie     | TS Wisła Zakopane                         | M    |
| Justyna Panterałka   | 19 stycznia 2002(dts)    | Biathlon              | MKS Duszniki-Zdrój                        | K    |
| Dominika Piwkowska   | 18 lutego 2003(dts)      | Saneczkarstwo         | UKS Nowiny Wielkie                        | K    |
| Wiktoria Polanowska  | 14 września 2004(dts)    | Skoki narciarskie     | AZS Zakopane                              | K    |
| Hanna Popko          | 19 lipca 2003(dts)       | Biegi narciarskie     | UKS Hubal Białystok                       | K    |
| Wiktoria Przybyła    | 2 października 2004(dts) | Skoki narciarskie     | SSR LZS Sokół Szczyrk                     | K    |
| Bartłomiej Sanetra   | 1 czerwca 2002(dts)      | Narciarstwo alpejskie | MKS Skrzyczne Szczyrk                     | M    |
| Piotr Sobiczewski    | 1 grudnia 2002(dts)      | Biegi narciarskie     | UKS Rawa Siedlce                          | M    |
| Hanna Sokołowska     | 3 czerwca 2003(dts)      | Short track           | ŁKS Juvenia Białystok                     | K    |
| Alicja Sowa          | 31 maja 2004(dts)        | Hokej na lodzie       | Polonia Bytom                             | K    |
| Dominik Szmidt       | 2 lipca 2002(dts)        | Curling               | KS „Warszowice”                           | M    |
| Klaudia Szmidt       | 22 marca 2002(dts)       | Curling               | KS „Warszowice”                           | K    |
| Klaudia Topór        | 2 października 2002(dts) | Biathlon              | BKS WP Kościelisko                        | K    |
| Jakub Trzebunia      | 2 czerwca 2004(dts)      | Hokej na lodzie       | MMKS Podhale Nowy Targ                    | M    |
| Monika Wosińska      | 14 stycznia 2002(dts)    | Curling               | KS „Warszowice”                           | K    |
| Marcin Zawół         | 29 maja 2002(dts)        | Biathlon              | MKS Karkonosze Jelenia Góra               | M    |

## Biathlon
Kobiety
| Zawodniczka         | Konkurencja                | Czas    | Strata  | Pozycja |        |
| ------------------- | -------------------------- | ------- | ------- | ------- | ------ |
| Anna Nędza-Kubiniec | Bieg indywidualny na 10 km | 38:30,8 | +6:04,1 | 42.     | [ 9 ]  |
| Anna Nędza-Kubiniec | Sprint na 6 km             | 21:46,6 | +2:51,1 | 61.     | [ 10 ] |
| Justyna Panterałka  | Bieg indywidualny na 10 km | 37:54,1 | +5:27,4 | 34.     | [ 9 ]  |
| Justyna Panterałka  | Sprint na 6 km             | 21:45,4 | +2:49,9 | 58.     | [ 10 ] |
| Klaudia Topór       | Bieg indywidualny na 10 km | 37:22,6 | +4:55,9 | 26.     | [ 9 ]  |
| Klaudia Topór       | Sprint na 6 km             | 19:42,6 | +47,1   | 10.     | [ 10 ] |

Mężczyźni
| Zawodnik      | Konkurencja                  | Czas    | Strata  | Pozycja |        |
| ------------- | ---------------------------- | ------- | ------- | ------- | ------ |
| Konrad Badacz | Bieg indywidualny na 12,5 km | 38:04,8 | +3:55,4 | 24.     | [ 11 ] |
| Konrad Badacz | Sprint na 7,5 km             | 20:27,2 | +1:03,4 | 15.     | [ 12 ] |
| Jan Guńka     | Bieg indywidualny na 12,5 km | 36:08,1 | +1:58,7 | 10.     | [ 11 ] |
| Jan Guńka     | Sprint na 7,5 km             | 20:21,4 | +57,6   | 13.     | [ 12 ] |
| Marcin Zawół  | Bieg indywidualny na 12,5 km | 36:09,3 | +1:59,9 | 11.     | [ 11 ] |
| Marcin Zawół  | Sprint na 7,5 km             | 19:23,8 | –       | złoto   | [ 12 ] |

Konkurencje mieszane
| Zawodnik                                                | Konkurencja                  | Czas      | Strata  | Pozycja |        |
| ------------------------------------------------------- | ---------------------------- | --------- | ------- | ------- | ------ |
| Anna Nędza-Kubiniec Marcin Zawół                        | Pojedyncza sztafeta mieszana | 44:42,8   | +2:39,3 | 13.     | [ 13 ] |
| Jan Guńka Justyna Panterałka Klaudia Topór Marcin Zawół | Sztafeta mieszana            | 1:13:32,4 | +2:37,1 | 6.      | [ 14 ] |

## Biegi narciarskie
Kobiety
| Zawodniczka       | Konkurencja                            | Kwalifikacje | Kwalifikacje | Ćwierćfinał | Ćwierćfinał | Półfinał | Półfinał | Finał   | Finał   | Pozycja |        |
| Zawodniczka       | Konkurencja                            | Czas         | Pozycja      | Czas        | Pozycja     | Czas     | Pozycja  | Czas    | Pozycja | Pozycja |        |
| ----------------- | -------------------------------------- | ------------ | ------------ | ----------- | ----------- | -------- | -------- | ------- | ------- | ------- | ------ |
| Karolina Kaleta   | Cross stylem dowolnym                  | 5:08,52      | 13. Q        | —           | —           | 5:22,45  | 9.       | NQ      | NQ      | 25.     | [ 15 ] |
| Karolina Kaleta   | Sprint stylem dowolnym                 | 2:49,14      | 10. Q        | 2:51,66     | 2. Q        | 2:49,22  | 4.       | NQ      | NQ      | 8.      | [ 16 ] |
| Karolina Kaleta   | Bieg na 5 kilometrów stylem klasycznym | —            | —            | —           | —           | —        | —        | 15:36,1 | 20.     | 20.     | [ 17 ] |
| Karolina Kukuczka | Cross stylem dowolnym                  | 5:28,44      | 35.          | —           | —           | NQ       | NQ       | NQ      | NQ      | 35.     | [ 15 ] |
| Karolina Kukuczka | Sprint stylem dowolnym                 | 3:04,13      | 44.          | NQ          | NQ          | NQ       | NQ       | NQ      | NQ      | 44.     | [ 16 ] |
| Karolina Kukuczka | Bieg na 5 kilometrów stylem klasycznym | —            | —            | —           | —           | —        | —        | 15:41,6 | 21.     | 21.     | [ 17 ] |
| Hanna Popko       | Cross stylem dowolnym                  | 5:23,93      | 24. Q        | —           | —           | 5:16,63  | 6.       | NQ      | NQ      | 18.     | [ 15 ] |
| Hanna Popko       | Sprint stylem dowolnym                 | 2:54,99      | 23. Q        | 2:56,72     | 4.          | NQ       | NQ       | NQ      | NQ      | 18.     | [ 16 ] |
| Hanna Popko       | Bieg na 5 kilometrów stylem klasycznym | —            | —            | —           | —           | —        | —        | 15:33,0 | 18.     | 21.     | [ 17 ] |

Mężczyźni
| Zawodnik          | Konkurencja                             | Kwalifikacje | Kwalifikacje | Ćwierćfinał | Ćwierćfinał | Półfinał | Półfinał | Finał   | Finał   | Pozycja |        |
| Zawodnik          | Konkurencja                             | Czas         | Pozycja      | Czas        | Pozycja     | Czas     | Pozycja  | Czas    | Pozycja | Pozycja |        |
| ----------------- | --------------------------------------- | ------------ | ------------ | ----------- | ----------- | -------- | -------- | ------- | ------- | ------- | ------ |
| Sebastian Bryja   | Cross stylem dowolnym                   | 4:37,04      | 33.          | —           | —           | NQ       | NQ       | NQ      | NQ      | 33.     | [ 18 ] |
| Sebastian Bryja   | Sprint stylem dowolnym                  | 3:52,56      | 69.          | NQ          | NQ          | NQ       | NQ       | NQ      | NQ      | 69.     | [ 19 ] |
| Sebastian Bryja   | Bieg na 10 kilometrów stylem klasycznym | —            | —            | —           | —           | —        | —        | 31:00,8 | 52.     | 52.     | [ 20 ] |
| Robert Bugara     | Cross stylem dowolnym                   | 4:38,86      | 37.          | —           | —           | NQ       | NQ       | NQ      | NQ      | 37.     | [ 18 ] |
| Robert Bugara     | Sprint stylem dowolnym                  | 3:20,73      | 12. Q        | 3:31,33     | 5.          | NQ       | NQ       | NQ      | NQ      | 21.     | [ 19 ] |
| Robert Bugara     | Bieg na 10 kilometrów stylem klasycznym | —            | —            | —           | —           | —        | —        | 28:06,4 | 12.     | 12.     | [ 20 ] |
| Piotr Sobiczewski | Cross stylem dowolnym                   | 4:34,07      | 24. Q        | —           | —           | 4:33,23  | 9.       | NQ      | NQ      | 25.     | [ 18 ] |
| Piotr Sobiczewski | Sprint stylem dowolnym                  | 3:38,54      | 54.          | NQ          | NQ          | NQ       | NQ       | NQ      | NQ      | 54.     | [ 19 ] |
| Piotr Sobiczewski | Bieg na 10 kilometrów stylem klasycznym | —            | —            | —           | —           | —        | —        | 29:31,1 | 34.     | 34.     | [ 20 ] |

## Bobsleje
Mężczyźni
| Zawodnik        | Konkurencja         | Czas    | Strata | Pozycja |        |
| --------------- | ------------------- | ------- | ------ | ------- | ------ |
| Oskar Langowski | Zawody indywidualne | 2:27,05 | +2,25  | 12.     | [ 21 ] |

## Curling
| Reprezentacja | Konkurencja               | Faza grupowa      | Faza grupowa   | Faza grupowa    | Faza grupowa     | Faza grupowa  | Ćwierćfinał | Półfinał | Finał | Pozycja |
| ------------- | ------------------------- | ----------------- | -------------- | --------------- | ---------------- | ------------- | ----------- | -------- | ----- | ------- |
| Polska        | Turniej drużyn mieszanych | Hiszpania · W 9:6 | Kanada · P 4:6 | Estonia · W 9:3 | Korea Płd. P 3:5 | Rosja · P 2:5 | NQ          | NQ       | NQ    | 15.     |

| Imię i nazwisko | Pozycja  |        |
| --------------- | -------- | ------ |
| Robert Kamiński | Pierwszy | [ 27 ] |
| Dominik Szmidt  | Trzeci   | [ 27 ] |
| Klaudia Szmidt  | Czwarta  | [ 27 ] |
| Monika Wosińska | Druga    | [ 27 ] |

| Zaowdnik                       | Konkurencja            | 1. runda                                  | 2. runda                                      | 3. runda                              | 4. runda                             | Półfinał | Finał | Pozycja |
| ------------------------------ | ---------------------- | ----------------------------------------- | --------------------------------------------- | ------------------------------------- | ------------------------------------ | -------- | ----- | ------- |
| Jamie Rankin Klaudia Szmidt    | Turniej par mieszanych | Alina Fachurtdinowa Vitor Melo W 8:2      | Olle Moberg Berfin Şengül W 11:6              | Mina Kobayashi Léo Tuaz P 2:9         | NQ                                   | NQ       | NQ    | 7.      |
| Nilla Hallström Dominik Szmidt | Turniej par mieszanych | Carmen Perez Ara Johannes Scheuerl W 10:9 | Vít Chabičovský Pei Junhang P 3:12            | NQ                                    | NQ                                   | NQ       | NQ    | 13.     |
| Robert Kamiński Park You-been  | Turniej par mieszanych | Francesco de Zanna Alina Tschumakow W 8:7 | František Jiral Robyn Mitchell P 5:6          | NQ                                    | NQ                                   | NQ       | NQ    | 13.     |
| Monika Wosińska Zhang Likun    | Turniej par mieszanych | Merlin Gros-Soubzmaigne Zoe Harman W 8:2  | Walerija Denisenko Eduards Seļiverstovs W 7:3 | Kristýna Farková Axel Landelius W 5:4 | Chana Beitone Nikołaj Łysakow P 4:14 | NQ       | NQ    | 5.      |

## Hokej na lodzie
Kobiety
| Reprezentacja | Konkurencja                   | Faza grupowa  | Faza grupowa       | Faza grupowa     | Faza grupowa        | Faza grupowa       | Faza grupowa     | Faza grupowa   | Półfinał       | Finał            | Pozycja |
| ------------- | ----------------------------- | ------------- | ------------------ | ---------------- | ------------------- | ------------------ | ---------------- | -------------- | -------------- | ---------------- | ------- |
| Brązowe       | Turniej drużyn mieszanych 3×3 | Czarne P 6:7  | Zielone W 6:4      | Szare P 7:9      | Pomarańczowe W 10:4 | Czerwone P 7:11    | Niebieskie P 4:5 | Żółte W 10:6   | Czarne P 7:11  | Niebieskie P 4:6 | 4.      |
| Czarne        | Turniej drużyn mieszanych 3×3 | Brązowe W 7:6 | Czerwone W 5:4     | Niebieskie P 4:8 | Żółte W 7:2         | Pomarańczowe W 7:3 | Szare W 5:3      | Zielone W 9:4  | Brązowe W 11:7 | Żółte P 1:6      | srebro  |
| Niebieskie    | Turniej drużyn mieszanych 3×3 | Szare W 9:7   | Pomarańczowe W 7:4 | Czarne W 8:4     | Zielone W 5:3       | Żółte P 5:8        | Brązowe W 5:4    | Czerwone P 4:5 | Żółte P 5:7    | Brązowe W 6:4    | brąz    |

Brązowe
| Numer | Imię i nazwisko    | Narodowość    | Pozycja | Wzrost [cm] | Masa ciała [kg] | Data urodzenia            | Klub                |        |
| ----- | ------------------ | ------------- | ------- | ----------- | --------------- | ------------------------- | ------------------- | ------ |
| 2     | Arwen Nylaander    | Słowenia      | P       | 165         | 58              | 18 października 2005(dts) | HDK Maribor         | [ 61 ] |
| 3     | Júlia Tèrmens      | Hiszpania     | P       | 170         | 64              | 15 marca 2004(dts)        | Club Hielo Jaca     | [ 61 ] |
| 4     | Nausikaa Clement   | Francja       | P       | 161         | 58              | 31 stycznia 2004(dts)     | Gap HC              | [ 61 ] |
| 5     | Ximena González    | Meksyk        | P       | 159         | 59              | 21 listopada 2005(dts)    | Mapaches            | [ 61 ] |
| 6     | Riko Matsumoto     | Japonia       | P       | 157         | 57              | 2 lutego 2005(dts)        | Edogawa Armors      | [ 61 ] |
| 7     | Roos Karst         | Holandia      | P       | 171         | 60              | 17 maja 2005(dts)         | UNIS Flyers         | [ 61 ] |
| 8     | Celine Mayer       | Niemcy        | P       | 170         | 56              | 19 stycznia 2004(dts)     | Starbulls Rosenheim | [ 61 ] |
| 10    | Barbora Bartáková  | Czechy        | P       | 166         | 58              | 24 stycznia 2004(dts)     | HC Příbram          | [ 61 ] |
| 12    | Tallulah Bryant    | Nowa Zelandia | P       | 156         | 54              | 5 października 2004(dts)  | Queenstown          | [ 61 ] |
| 20    | Alicja Sowa        | Polska        | P       | 160         | 50              | 31 maja 2004(dts)         | KH Polonia Bytom    | [ 61 ] |
| 21    | Marja Linzbichler  | Austria       | P       | 166         | 54              | 28 maja 2004(dts)         | Academy Steiermark  | [ 61 ] |
| 30    | Ivana Látková      | Słowacja      | GK      | 143         | 40              | 7 września 2005(dts)      | MsHKM Žilina        | [ 61 ] |
| 31    | Daniella Lauritzen | Norwegia      | GK      | 171         | 60              | 26 lipca 2004(dts)        | Stavanger Hockey    | [ 61 ] |

Czarne
| Numer | Imię i nazwisko    | Narodowość      | Pozycja | Wzrost [cm] | Masa ciała [kg] | Data urodzenia         | Klub                  |        |
| ----- | ------------------ | --------------- | ------- | ----------- | --------------- | ---------------------- | --------------------- | ------ |
| 2     | Angelina Hurschler | Szwajcaria      | P       | 158         | 60              | 18 sierpnia 2004(dts)  | SC Rheintal           | [ 62 ] |
| 3     | Courtney Mahoney   | Australia       | P       | 162         | 53              | 22 kwietnia 2005(dts)  | Southern Stars HC     | [ 62 ] |
| 4     | Zhang Xinyue       | Chiny           | P       | 165         | 57              | 6 grudnia 2004(dts)    | RTD HC                | [ 62 ] |
| 5     | Chang En-ni        | Chińskie Tajpej | P       | 164         | 54              | 23 lipca 2004(dts)     | Leopard               | [ 62 ] |
| 6     | Alicja Mota        | Polska          | P       | 157         | 42              | 27 lipca 2004(dts)     | KH Polonia Bytom      | [ 62 ] |
| 7     | Nikola Janeková    | Słowacja        | P       | 170         | 51              | 22 listopada 2004(dts) | HC Banská Bystrica    | [ 62 ] |
| 8     | Amy Robery         | Wielka Brytania | P       | 162         | 56              | 21 maja 2004(dts)      | Streatham IHC         | [ 62 ] |
| 9     | Daria Pietrowa     | Rosja           | P       | 163         | 56              | 29 stycznia 2004(dts)  | Atłant                | [ 62 ] |
| 10    | Kimberly Collard   | Holandia        | P       | 174         | 64              | 19 lipca 2004(dts)     | Utrecht Dragons       | [ 62 ] |
| 11    | Luca Márton        | Węgry           | P       | 162         | 60              | 26 lipca 2004(dts)     | Újpesti TE            | [ 62 ] |
| 12    | Reina Sato         | Japonia         | P       | 163         | 66              | 19 kwietnia 2005(dts)  | Obihiro Cranes Ladies | [ 62 ] |
| 30    | Emilia Kyrkkö      | Finlandia       | GK      | 168         | 63              | 24 lutego 2004(dts)    | KOOVEE                | [ 62 ] |
| 31    | Carlotta Regine    | Włochy          | GK      | 162         | 62              | 5 stycznia 2004(dts)   | TPS Turku             | [ 62 ] |

Niebieskie
| Numer | Imię i nazwisko       | Narodowość      | Pozycja | Wzrost [cm] | Masa ciała [kg] | Data urodzenia            | Klub                   |        |
| ----- | --------------------- | --------------- | ------- | ----------- | --------------- | ------------------------- | ---------------------- | ------ |
| 2     | Sidre Özer            | Turcja          | P       | 167         | 50              | 11 marca 2004(dts)        | Buz Adam Gençlik HC    | [ 63 ] |
| 3     | Valérie Christmann    | Szwajcaria      | P       | 157         | 48              | 26 lutego 2004(dts)       | Kiekko-Espoo           | [ 63 ] |
| 4     | Anna Kot              | Polska          | P       | 171         | 60              | 17 sierpnia 2004(dts)     | Unia Oświęcim          | [ 63 ] |
| 5     | Maria Runewska        | Bułgaria        | P       | 170         | 53              | 5 sierpnia 2005(dts)      | HC Slavia Prague       | [ 63 ] |
| 6     | Mirren Foy            | Wielka Brytania | P       | 161         | 61              | 27 stycznia 2004(dts)     | Fife Flames            | [ 63 ] |
| 7     | Zuzana Dobiášová      | Słowacja        | P       | 165         | 47              | 14 sierpnia 2005(dts)     | HC ŠKP Bratislava      | [ 63 ] |
| 8     | Jana Kraszeninina     | Rosja           | P       | 167         | 63              | 12 stycznia 2004(dts)     | Atłant                 | [ 63 ] |
| 9     | Maya Stober           | Niemcy          | P       | 168         | 57              | 13 marca 2005(dts)        | ES Weißwasser          | [ 63 ] |
| 10    | Regina Metzler        | Węgry           | P       | 172         | 62              | 25 października 2005(dts) | Vasas SC               | [ 63 ] |
| 11    | Karolina Hengelmüller | Austria         | P       | 169         | 64              | 13 maja 2004(dts)         | Okanagan Hockey Europe | [ 63 ] |
| 12    | Nikki Sharp           | Australia       | P       | 179         | 66              | 29 grudnia 2004(dts)      | Perth Inferno          | [ 63 ] |
| 30    | Yuna Kusama           | Japonia         | GK      | 160         | 60              | 4 listopada 2004(dts)     | Vortex Sapporo         | [ 63 ] |
| 31    | Aya Juhl Petersen     | Dania           | GK      | 178         | 65              | 19 stycznia 2004(dts)     | Rødovre                | [ 63 ] |

Mężczyźni
| Reprezentacja | Konkurencja                   | Faza grupowa       | Faza grupowa        | Faza grupowa  | Faza grupowa    | Faza grupowa   | Faza grupowa   | Faza grupowa      | Półfinał      | Finał          | Pozycja |
| ------------- | ----------------------------- | ------------------ | ------------------- | ------------- | --------------- | -------------- | -------------- | ----------------- | ------------- | -------------- | ------- |
| Czerwoni      | Turniej drużyn mieszanych 3×3 | Pomarańczowi P 6:8 | Czarni W 12:9       | Zieloni P 8:9 | Szarzy P 9:13   | Brązowi W 11:5 | Żółci W 15:13  | Niebiescy W 18:11 | Brązowi W 9:7 | Zieloni P 4:10 | srebro  |
| Niebiescy     | Turniej drużyn mieszanych 3×3 | Szarzy P 8:9       | Pomarańczowi P 1:12 | Czarni P 8:14 | Zieloni P 6:11  | Żółci P 8:13   | Brązowi P 2:14 | Czerwoni P 11:18  | NQ            | NQ             | 8.      |
| Pomarańczowi  | Turniej drużyn mieszanych 3×3 | Czerwoni W 8:6     | Niebiescy W 12:1    | Żółci P 4:9   | Brązowi P 10:14 | Czarni W 14:8  | Zieloni P 6:8  | Szarzy P 2:5      | NQ            | NQ             | 6.      |

Czerwoni
| Numer | Imię i nazwisko  | Narodowość      | Pozycja | Wzrost [cm] | Masa ciała [kg] | Data urodzenia        | Klub                |        |
| ----- | ---------------- | --------------- | ------- | ----------- | --------------- | --------------------- | ------------------- | ------ |
| 2     | Juho Lukkari     | Finlandia       | P       | 165         | 66              | 29 stycznia 2004(dts) | HPK Hämeenlinna     | [ 83 ] |
| 3     | Denys Pasko      | Ukraina         | P       | 168         | 60              | 7 września 2005(dts)  | Krywbas             | [ 83 ] |
| 4     | Lin Wei-yu       | Chińskie Tajpej | P       | 170         | 70              | 2 grudnia 2004(dts)   | Northstars          | [ 83 ] |
| 5     | Aleks Menc       | Polska          | P       | 184         | 67              | 23 marca 2004(dts)    | Naprzód Janów       | [ 83 ] |
| 6     | Matija Dinić     | Serbia          | P       | 175         | 64              | 8 marca 2004(dts)     | Crvena Zvezda       | [ 83 ] |
| 7     | Peter Repčík     | Słowacja        | P       | 172         | 60              | 4 czerwca 2004(dts)   | HC Košice           | [ 83 ] |
| 8     | Mack Stewart     | Wielka Brytania | P       | 172         | 64              | 18 czerwca 2004(dts)  | Belfast Giants      | [ 83 ] |
| 9     | Dylan Wesseling  | Holandia        | P       | 191         | 76              | 12 marca 2004(dts)    | Hockey Den Haag     | [ 83 ] |
| 10    | Tjaš Lesničar    | Słowenia        | P       | 179         | 78              | 26 marca 2004(dts)    | HD Hidria Jesenice  | [ 83 ] |
| 11    | Sander Selvær    | Norwegia        | P       | 165         | 62              | 17 marca 2004(dts)    | Stavanger Oilers    | [ 83 ] |
| 12    | Jan Hornecker    | Szwajcaria      | P       | 182         | 66              | 18 czerwca 2004(dts)  | SCRJ Lakers         | [ 83 ] |
| 30    | Matthias Bittner | Niemcy          | GK      | 182         | 80              | 13 lutego 2004(dts)   | Starbulls Rosenheim | [ 83 ] |
| 31    | Mael Halladj     | Francja         | GK      | 174         | 60              | 2 września 2004(dts)  | Villard-de-Lans     | [ 83 ] |

Niebiescy
| Numer | Imię i nazwisko        | Narodowość       | Pozycja | Wzrost [cm] | Masa ciała [kg] | Data urodzenia        | Klub                  |        |
| ----- | ---------------------- | ---------------- | ------- | ----------- | --------------- | --------------------- | --------------------- | ------ |
| 2     | Chen Chih-yuan         | Chińskie Tajpej  | P       | 175         | 75              | 9 maja 2004(dts)      | Leopard               | [ 84 ] |
| 3     | Jakub Trzebunia        | Polska           | P       | 170         | 54              | 2 czerwca 2004(dts)   | Podhale Nowy Targ     | [ 84 ] |
| 4     | Caleb Chapman          | Nowa Zelandia    | P       | 171         | 75              | 15 kwietnia 2004(dts) | Alexandra HC          | [ 84 ] |
| 5     | Ziya Efe Güçlü         | Turcja           | P       | 179         | 66              | 2 marca 2004(dts)     | Istanbul Sport Club   | [ 84 ] |
| 6     | Hong Seung-woo         | Korea Południowa | P       | 178         | 72              | 14 maja 2004(dts)     | Bundang Middle School | [ 84 ] |
| 7     | Daniel Assavolyuk      | Niemcy           | P       | 177         | 70              | 8 czerwca 2004(dts)   | EC Red Bull Salzburg  | [ 84 ] |
| 8     | Joris Valčiukas        | Litwa            | P       | 177         | 72              | 25 lutego 2004(dts)   | Kiekko-Vantaa         | [ 84 ] |
| 9     | Riley Langille         | Australia        | P       | 164         | 55              | 27 grudnia 2004(dts)  | West Coast Flyers     | [ 84 ] |
| 10    | Carter Hamill          | Wielka Brytania  | P       | 164         | 56              | 28 września 2004(dts) | Belfast Giants        | [ 84 ] |
| 11    | Konrad Kudeviita       | Estonia          | P       | 182         | 72              | 27 kwietnia 2004(dts) | HC Vipers             | [ 84 ] |
| 12    | Simo Terraneo          | Szwajcaria       | P       | 173         | 76              | 30 czerwca 2004(dts)  | SC Bern               | [ 84 ] |
| 30    | Issa Otsuka            | Japonia          | GK      | 173         | 61              | 3 września 2004(dts)  | Nikko Higashi         | [ 84 ] |
| 31    | Oliver Thestrup Hansen | Dania            | GK      | 178         | 70              | 8 kwietnia 2004(dts)  | Rungsted IK           | [ 84 ] |

Pomarańczowi
| Numer | Imię i nazwisko | Narodowość       | Pozycja | Wzrost [cm] | Masa ciała [kg] | Data urodzenia        | Klub                    |        |
| ----- | --------------- | ---------------- | ------- | ----------- | --------------- | --------------------- | ----------------------- | ------ |
| 2     | Matthew Hamnett | Singapur         | P       | 180         | 65              | 11 sierpnia 2004(dts) | Panthers                | [ 85 ] |
| 3     | Jakub Michalski | Polska           | P       | 182         | 70              | 10 czerwca 2004(dts)  | EV Ravensburg           | [ 85 ] |
| 4     | Diego Rodriguez | Meksyk           | P       | 170         | 57              | 22 lutego 2005(dts)   | Osos                    | [ 85 ] |
| 5     | Tomoyoshi Yuki  | Japonia          | P       | 162         | 56              | 4 maja 2004(dts)      | Keiun                   | [ 85 ] |
| 6     | Nicolò Remolato | Włochy           | P       | 165         | 59              | 8 czerwca 2005(dts)   | HC Neumarkt Egna        | [ 85 ] |
| 7     | Jack Lewis      | Nowa Zelandia    | P       | 178         | 66              | 2 czerwca 2005(dts)   | Dunedin Ice Hockey Club | [ 85 ] |
| 8     | Kim Sang-yeob   | Korea Południowa | P       | 176         | 70              | 26 lutego 2004(dts)   | Bundang Middle School   | [ 85 ] |
| 9     | Jonas Dobnig    | Austria          | P       | 176         | 65              | 10 marca 2004(dts)    | EC KAC                  | [ 85 ] |
| 10    | Roman Kechter   | Niemcy           | P       | 175         | 73              | 16 lutego 2004(dts)   | EV Ravensburg           | [ 85 ] |
| 11    | Mark Weidemann  | Węgry            | P       | 190         | 76              | 27 stycznia 2004(dts) | MAC Budapeszt           | [ 85 ] |
| 12    | Leni Michellod  | Szwajcaria       | P       | 175         | 63              | 7 kwietnia 2004(dts)  | HC Fribourg-Gottéron    | [ 85 ] |
| 30    | Iwan Nowożiłow  | Rosja            | GK      | 185         | 86              | 19 maja 2004(dts)     | CSKA Moskwa             | [ 85 ] |
| 31    | Jan Szostak     | Białoruś         | GK      | 181         | 76              | 30 maja 2004(dts)     | Dynamo                  | [ 85 ] |

## Kombinacja norweska
Mężczyźni
| Zawodnik             | Konkurencja            | Skoki narciarskie | Skoki narciarskie | Skoki narciarskie | Biegi narciarskie | Biegi narciarskie | Biegi narciarskie | Pozycja |        |
| Zawodnik             | Konkurencja            | Punkty            | Pozycja           | Strata            | Czas              | Pozycja           | Strata            | Pozycja |        |
| -------------------- | ---------------------- | ----------------- | ----------------- | ----------------- | ----------------- | ----------------- | ----------------- | ------- | ------ |
| Mateusz Jarosz       | Normalna skocznia/6 km | 113,0             | 8.                | 0:30              | 15:57,8           | 19.               | +1:42,0           | 14.     | [ 86 ] |
| Bartlomiej Klimowski | Normalna skocznia/6 km | 108,7             | 12.               | 0:48              | 16:09,2           | 22.               | +2:11,4           | 17.     | [ 86 ] |

## Łyżwiarstwo szybkie
Kobiety
| Zawodniczka       | Konkurencja   | Wynik            | Strata  | Pozycja |        |
| ----------------- | ------------- | ---------------- | ------- | ------- | ------ |
| Marta Dobrowolska | 500 m         | 44,03            | +3,46   | 23.     | [ 87 ] |
| Marta Dobrowolska | 1500 m        | 2:22,34          | +11,90  | 24.     | [ 88 ] |
| Marta Dobrowolska | Wyścig masowy | Półfinał: 0 pkt. | 30 pkt. | 11.     | [ 89 ] |
| Daria Kopacz      | 500 m         | 43,13            | +2,56   | 16.     | [ 87 ] |
| Daria Kopacz      | 1500 m        | 2:20,49          | +10,05  | 22.     | [ 88 ] |
| Daria Kopacz      | Wyścig masowy | Półfinał: 0 pkt. | 30 pkt. | 14.     | [ 90 ] |

Mężczyźni
| Zawodnik       | Konkurencja   | Wynik            | Strata  | Pozycja |        |
| -------------- | ------------- | ---------------- | ------- | ------- | ------ |
| Filip Hawrylak | 500 m         | 39,60            | +3,18   | 23.     | [ 91 ] |
| Filip Hawrylak | 1500 m        | 2:00,02          | +7,78   | 13.     | [ 92 ] |
| Filip Hawrylak | Wyścig masowy | Półfinał: 0 pkt. | 31 pkt. | 11.     | [ 93 ] |
| Michał Kopacz  | 500 m         | 38,58            | +2,16   | 16.     | [ 91 ] |
| Michał Kopacz  | 1500 m        | 2:04,99          | +12,75  | 26.     | [ 92 ] |
| Michał Kopacz  | Wyścig masowy | Półfinał: 0 pkt. | 30 pkt. | 14.     | [ 94 ] |

Konkurencje mieszane
| Zawodnik                                                                 | Konkurencja               | Czas    | Strata | Pozycja |        |
| ------------------------------------------------------------------------ | ------------------------- | ------- | ------ | ------- | ------ |
| Drużyna 4: Nurały Akżoł Carla Fernández Filip Hawrylak Yang Binyu        | Sprint sztafet mieszanych | 2:10,67 | +6,57  | 13.     | [ 95 ] |
| Drużyna 10: Marta Dobrowolska Michał Kopacz Park Sang-eon Yuka Takahashi | Sprint sztafet mieszanych | 2:08,62 | +4,52  | 10.     | [ 95 ] |
| Drużyna 16: Motonaga Arito Theo Collins Laura Kivioja Daria Kopacz       | Sprint sztafet mieszanych | 2:05,92 | +1.82  | srebro  | [ 95 ] |

## Narciarstwo alpejskie
Kobiety
| Zawodniczka    | Konkurencja         | Czas    | Strata | Pozycja |        |
| -------------- | ------------------- | ------- | ------ | ------- | ------ |
| Gabriela Hopek | Supergigant         | 1:05,37 | +9,10  | 47.     | [ 96 ] |
| Gabriela Hopek | Kombinacja alpejska | DNF     | DNF    | –       | [ 97 ] |
| Gabriela Hopek | Slalom gigant       | 2:21,06 | +12,38 | 29.     | [ 98 ] |
| Gabriela Hopek | Slalom              | DNF     | DNF    | –       | [ 99 ] |

Mężczyźni
| Zawodnik           | Konkurencja         | Czas    | Strata | Pozycja |         |
| ------------------ | ------------------- | ------- | ------ | ------- | ------- |
| Bartłomiej Sanetra | Supergigant         | 57,38   | +2,82  | 33.     | [ 100 ] |
| Bartłomiej Sanetra | Kombinacja alpejska | 1:33,26 | +4,85  | 21.     | [ 101 ] |
| Bartłomiej Sanetra | Slalom gigant       | 2:11,85 | +5,54  | 18.     | [ 102 ] |
| Bartłomiej Sanetra | Slalom              | 1:20,99 | +4,89  | 18.     | [ 103 ] |

## Saneczkarstwo
Kobiety
| Zawodniczka                        | Konkurencja | Czas     | Strata | Pozycja |         |
| ---------------------------------- | ----------- | -------- | ------ | ------- | ------- |
| Anna Bryk                          | Jedynka     | 1:52,470 | +2,783 | 16.     | [ 104 ] |
| Nikola Domowicz Dominika Piwkowska | Dwójka      | 1:53,486 | +2,043 | 5.      | [ 105 ] |

Mężczyźni
| Zawodnik                      | Konkurencja | Czas     | Strata | Pozycja |         |
| ----------------------------- | ----------- | -------- | ------ | ------- | ------- |
| Kacper Imiołek Łukasz Maćkała | Dwójka      | 1:51,012 | +1,363 | 4.      | [ 106 ] |
| Marcin Kiełbasa               | Jedynka     | 1:50,577 | +2,532 | 12.     | [ 107 ] |

Konkurencje mieszane
| Zawodnik                                                | Konkurencja | Czas     | Strata | Pozycja |         |
| ------------------------------------------------------- | ----------- | -------- | ------ | ------- | ------- |
| Anna Bryk Kacper Imiołek Marcin Kiełbasa Łukasz Maćkała | Sztafeta    | 3:02,785 | +8,713 | 9.      | [ 108 ] |

## Short track
Kobiety
| Zawodniczka      | Konkurencja | Kwalifikacje | Kwalifikacje | Półfinał | Półfinał | Finał | Finał   | Pozycja |                 |
| Zawodniczka      | Konkurencja | Czas         | Pozycja      | Czas     | Pozycja  | Czas  | Pozycja | Pozycja |                 |
| ---------------- | ----------- | ------------ | ------------ | -------- | -------- | ----- | ------- | ------- | --------------- |
| Maria Dobosz     | 1000 metrów | 1:37,668     | 3.           | NQ       | NQ       | NQ    | NQ      | 17.     | [ 109 ] [ 110 ] |
| Maria Dobosz     | 500 metrów  | 45,787       | 3.           | NQ       | NQ       | NQ    | NQ      | 17.     | [ 111 ] [ 112 ] |
| Hanna Sokołowska | 1000 metrów | 1:54,146     | 3.           | NQ       | NQ       | NQ    | NQ      | 23.     | [ 109 ] [ 110 ] |
| Hanna Sokołowska | 500 metrów  | DNF          | 4.           | NQ       | NQ       | NQ    | NQ      | 28.     | [ 111 ] [ 112 ] |

Mężczyźni
| Zawodnik           | Konkurencja | Kwalifikacje | Kwalifikacje | Półfinał | Półfinał | Finał | Finał   | Pozycja |                 |
| Zawodnik           | Konkurencja | Czas         | Pozycja      | Czas     | Pozycja  | Czas  | Pozycja | Pozycja |                 |
| ------------------ | ----------- | ------------ | ------------ | -------- | -------- | ----- | ------- | ------- | --------------- |
| Mateusz Krzemiński | 1000 metrów | 2:02,106     | 4.           | NQ       | NQ       | NQ    | NQ      | 31.     | [ 113 ] [ 114 ] |
| Mateusz Krzemiński | 500 metrów  | 43,245       | 3.           | NQ       | NQ       | NQ    | NQ      | 18.     | [ 115 ] [ 116 ] |

## Skeleton
Kobiety
| Zawodniczka    | Konkurencja | Czas    | Strata | Pozycja |         |
| -------------- | ----------- | ------- | ------ | ------- | ------- |
| Zuzanna Klocek | Jedynka     | 2:29,71 | +7,21  | 17.     | [ 117 ] |

## Skoki narciarskie
Kobiety
| Zawodniczka         | Konkurencja        | Punkty | Strata | Pozycja |         |
| ------------------- | ------------------ | ------ | ------ | ------- | ------- |
| Wiktoria Polanowska | Skoki indywidualne | 79,0   | 150,6  | 33.     | [ 118 ] |
| Wiktoria Przybyła   | Skoki indywidualne | 131,1  | 98,5   | 26.     | [ 118 ] |

Mężczyźni
| Zawodnik    | Konkurencja        | Punkty | Strata | Pozycja |         |
| ----------- | ------------------ | ------ | ------ | ------- | ------- |
| Jan Habdas  | Skoki indywidualne | 192,1  | 65,6   | 23.     | [ 119 ] |
| Adam Niżnik | Skoki indywidualne | 230,0  | 27,7   | 7.      | [ 119 ] |